# Chrysolina fuliginosa
Chrysolina fuliginosa es un coleóptero de la familia Chrysomelidae.
Fue descrita científicamente en 1807 por Olivier. Se encuentran en Francia, norte de Italia, norte de España y en Alemania occidental. Ambos sexos son de color gris; las hembras son más grandes que los machos.